# جيمس إس. دافنبورت
جيمس إس. دافنبورت هو محامي وقاضي وسياسي أمريكي، ولد في 21 سبتمبر 1864 في غيلسفيل في الولايات المتحدة، وتوفي في 3 يناير 1940 في أوكلاهوما سيتي في الولايات المتحدة. نشط حزبياً في الحزب الديمقراطي. وقد انتخب عضو مجلس النواب الأمريكي ‏.